# Морфолошка класификација галаксија
Астрономи деле галаксије према њиховом облику (елиптичне, спиралне и премошћене спиралне галаксије) и даље према особинама појединачне врсте (закривљеност спирале, броја кракова и сл.). Систем за класификацију галаксија се назива Хаблов виљушкасти дијаграм.

## Хаблов дијаграм
Хаблов дијаграм (или Хаблова секвенца) је класификација галаксија коју је развио Едвин Хабл 1925. године. Такође се назива „виљушкаста класификација“ због свог изгледа (као звучна виљушка)
Хаблов дијаграм почиње са леве стране са елиптичним галаксијама. Елиптичне галаксије се обележавају од Е0 до Е7. „Е“ значи „елиптична“, док број означава колико је „овална“ галаксија, где је 0 лоптаста галаксија а 7 галаксија у облику диска. Технички, број у ознаци је десет пута елиптичност галаксије. Тако, на пример, галаксија Е7 има елиптичност од 0,7.
Након елиптичних галаксија дијаграм се дели у две гране. На горњој грани су спиралне галаксије. Грана почиње са „S0“, тзв. лентикуларне галаксије. "S" значи „спирална“ а "0" значи „галаксија без кракова“. На истој грани се налазе још четири типа спиралних галаксија које имају кракове, "Sa" до "Sd". "S" такође значи „спирална“, а мало слово означава колико су раширени кракови:
- Sa – тесни краци и светао централни диск
- Sb – боље дефинисани краци него код
- Sc – много шири краци него код
- Sd – веома ширкоки краци, највећи део сјаја је у крацима а не у централном диску

На доњој грани дијаграма су премошћене (пречкасте) спиралне галаксије са ознакама SBa до SBc. Ова грана почиње са SB0 галаксијама праћено бројем који показује колико је „мост“ (пречка) дефинисан. Након тога настављају SB галаксије са додатим малим словима која имају следећа значења:
- – светао центар и уски краци
- – шире и боље дефинисани краци него код Sba галаксије
- – још шири краци и много мање јасан централни део галаксије

За нашу галаксију, Млечни пут, се верује да је SBb галаксија.
Хаблов дијаграм нема никакве везе са еволуцијом галаксија. Наиме, S0 галаксије се не деле у две групе (спиралне и премошћене), нити спиралне галаксије еволуирају у елиптичне. У ствари, верује се да су елиптичне галаксије старије од спиралних.
Осим наведених, постоје и неправилне галаксије - Irr-I, које имају спиралну структуру деформисану на неки начин, и Irr-II, које не спадају ни у једну другу категорију.
| Тип галаксије         | Маса (број маса Сунца) | Светлоћа (број светлоћа Сунца) | пречник () | Проценат посматраних галаксија |
| --------------------- | ---------------------- | ------------------------------ | ---------- | ------------------------------ |
| Спиралне / Премошћене | 109 до 1011            | 108 до 1010                    | 5-250      | 77%                            |
| Елиптичне             | 105 до 1013            | 105 до 1011                    | 1-205      | 20%                            |
| Неправилне            | 108 до 1010            | 107 до 109                     | 1-10       | 3%                             |